# ASTM
ASTM S.p.A. è un gruppo industriale attivo nella gestione di reti autostradali in concessione, nella progettazione e realizzazione di grandi opere infrastrutturali (EPC) e nella tecnologia. Il Gruppo è il secondo operatore autostradale al mondo con circa 5.900 km di rete in gestione in Italia, Brasile (attraverso la società EcoRodovias) e Regno Unito. Nell’EPC, ASTM opera attraverso SINA, realtà di ingegneria del Gruppo, e ITINERA, attiva nella realizzazione di infrastrutture e progetti di edilizia civile-industriale. Nella tecnologia, ASTM è presente attraverso SINELEC (infomobilità, esazione pedaggi). ASTM è sottoposta a direzione e coordinamento di Nuova Argo Finanziaria, costituita da Aurelia-Famiglia Gavio (50,5%) e Ardian (49,5%).

## Storia
La società, in origine denominata S.A. Autostrada Torino-Milano, venne costituita il 28 novembre 1928 con lo scopo di costruire una autostrada che collegasse le città di Torino e Milano, fortemente voluta dal Senatore Giovanni Agnelli. La stipula della Convenzione Ministeriale, che ne autorizza la costruzione e l'esercizio, avviene nel 1929. L'autostrada è completata trenta mesi dopo e inaugurata il 25 ottobre 1932. Oggi la Torino-Milano, in concessione alla controllata SATAP S.p.A., costituisce il primo tratto ad ovest dell'Autostrada A4. È stata quotata alla Borsa Italiana dal 1969 al 2021.
Il periodo 2002-2007 rappresenta per ASTM una fase di profonda riorganizzazione conclusasi con la concentrazione nel Gruppo SIAS di tutte le partecipazioni detenute nel settore delle concessionarie autostradali. La società assume la denominazione di ASTM S.p.A. nel 2013.
Nel 2016 il Gruppo ASTM ha acquisito insieme a Primav Costruçoes e Comércio SA (società interamente dalla brasiliana CR Almeida) il controllo di Primav Infraestrutura S.A., newco di diritto brasiliano, titolare del 64% del capitale di EcoRodovias, terzo operatore autostradale del Brasile.
L’anno seguente, ASTM ha acquisito, tramite Itinera USA, il 50% di Halmar International, società di costruzioni tra le principali dell’area metropolitana di New York.
Nel 2018 il fondo di investimenti francese Ardian ha sottoscritto un contratto per sviluppare un accordo strategico destinato al rafforzamento del gruppo ASTM nel settore delle infrastrutture. Oggi il fondo francese Ardian detiene il 49,5%.
Il 31 dicembre 2019 ASTM ha incorporato per fusione la controllata SIAS S.p.A.
Nel 2021 la famiglia Gavio e Ardian lanciano una offerta pubblica di acquisto (OPA) volontaria per il delisting di ASTM. L’offerta è effettuata tramite il veicolo NAF 2, interamente controllata da Nuova Argo Finanziaria, la holding di Partecipazioni della famiglia Gavio. Dal 4 giugno 2021 ASTM è una società privata, non più quotata in Borsa. Nello stesso anno il Gruppo ASTM ha rafforzato il proprio impegno in Brasile, sottoscrivendo l’aumento di capitale di EcoRodovias per un valore di 1,2 miliardi di reais, salendo così al 51,2% del capitale di EcoRodovias.
Nel 2022 EcoRodovias ha vinto la gara per la gestione del sistema autostradale da Rio de Janeiro a Governador Valadares per circa 727 chilometri e la gara per la gestione del sistema autostradale statale Noroeste Paulista della lunghezza di circa 600 km; con la nuova aggiudicazione EcoRodovias consolida il suo primato come leader operatore autostradale in Brasile con una rete totale di 4.700 km (fonti mia bozza n. 6). Questo ha reso Ecorodovias il primo operatore autostradale brasiliano.
In relazione al tema della sostenibilità, la società è sotto rating da parte dell’agenzia Standard Ethics, che nel luglio 2020 ha elevato il rating sostenibilità a EE (strong) su una scala da F a EEE.

## Settori di attività
Le attività principali e le società controllate, che fino al 31 dicembre 2019 erano dell'ex controllata SIAS, sono:
- concessionarie autostradali italiane;
- autostrada brasiliana EcoRodovias in Brasile, tramite IGLI S.p.A.;
- costruzioni, attraverso la controllata Itinera S.p.A., per la realizzazione di grandi opere infrastrutturali, di edilizia civile e industriale;
- ingegneria, attraverso la controllata SINA S.p.A. Questo settore comprende un ampio spettro di attività che va dallo studio, progettazione, direzione lavori per opere ferroviarie e autostradali fino ai sistemi di indagine diagnostica, manutenzione delle pavimentazioni stradali/aeroportuali e al controllo dei materiali impiegati.

### Concessionarie autostradali
Società controllate e complesso della rete autostradale gestito in Italia:
- SATAP - Società Autostrada Torino-Alessandria-Piacenza S.p.A.
  - controllata al 99,87% 
    - gestisce l'A4 Torino-Milano (130,3 km)
- SALT - Società Autostrada Ligure Toscana S.p.A.
  - controllata al 95,23%
    - gestisce l'A15 La Spezia-Parma (182,0 km)
- Autostrada dei Fiori S.p.A.
  - controllata al 73,00%
    - gestisce l'A6 Torino-Savona (130,9 km)
    - e l'A10 nel tronco Savona-Ventimiglia (113,2 km)
- Autovia Padana S.p.A.
  - controllata al 51,00%
    - gestisce l'A21 Piacenza-Brescia (compresa la diramazione per Fiorenzuola d'Arda) (111,6 km)
    - e il Raccordo Ospitaletto-Montichiari (A21 racc)
- S.A.V. - Società Autostrade Valdostane S.p.A.
  - controllata al 71,28%
    - gestisce l'A5 nel tronco Quincinetto-Aosta (59,5 km)
- Autostrada Asti-Cuneo S.p.A.
  - controllata al 72,87%
    - gestisce l'A33 Asti-Cuneo (78,0 km)
- Concessioni del Tirreno S.p.A.
  - controllata al 65,1%
    - A12 Sestri Levante-Livorno
    - A11/A12 Viareggio-Lucca
    - A15 diramazione per la Spezia
    - A10 Savona-Ventimiglia
- SITAF - Società Italiana Traforo Autostradale del Frejus S.p.A.
  - controllata al 47,87%
    - gestisce il Traforo T4 del Frejus
    - l'A32 Torino-Bardonecchia
- SITRASB - Società Italiana Traforo del Gran San Bernardo S.p.A.
  - controllata al 36,50%
    - gestisce la metà sud del traforo T2 del Gran San Bernardo che collega l'Italia alla Svizzera
- TE - Tangenziali Esterne di Milano S.p.A.
  - controllata al 24,45%
    - gestisce l'A58 la Tangenziale esterna di Milano
- SdP BreBeMi - Brescia-Bergamo-Milano S.p.A.
  - controllata congiuntamente con Autostrade Lombarde e indirettamente tramite le controllate SATAP e Itinera
    - gestisce l'A35 collegando le città di Brescia e Milano.

### Servizi tecnologici
- SINELEC
- ed Euroimpianti S.p.A. 
  - operano nel settore della tecnologia e dell’informatica applicata ai trasporti per il pagamento del pedaggio.

## Azionariato
L'azionariato comunicato alla Consob è il seguente:
- Nuova Argo Finanziaria 43,02%
  - Nuova Codelfa S.p.A. 1,39%
- Flottante 34,87%
- Azioni proprie 7,65%
- Aurelia S.r.l. 6,34%
- Lazard Asset Management LLC 5,49%
- Norges Bank 2,63%

## Società controllate
- ITINERA S.p.A.
- SINA S.p.A.
- IGLI S.p.A.